# 진공마왕
(진공마왕)은 날아라 슈퍼보드의 악역으로, 성우는 김준

## 소개
마귀들의 총반격에 나오는 거대한 고래처럼 생긴 마귀로 하늘을 날아다닌다. 날아라 슈퍼보드에서 등장한 마귀 중 가장 큰 초대형마귀로, 튀어나온 것은 무엇이든 입속으로 빨아들여 집어삼키는 대식가. 부하마귀들도 몰고 다니는 공포의 대왕으로 부하마귀들도 대형마귀들이다.

## 행적
처음 등장했을 때는 거대한 산을 입으로 흡입하여 등장 미스터 손이나 그외 무기들도 통하지 않았다. 미스터 손은 진공마왕의 입속으로 빨려 들어가나 뱃속에서 변신하여 탈출한다. 인간 소매치기 소녀를 이용하여 부적을 훔치게 한 뒤 부하마귀들을 불러내 총반격을 주장한다. 이 와중에도 삼장법사 일행은 마귀들의 습성을 이용하여 팀킬을 유도하는 계략에 빠지고 저팔계가 바주카포로 댐을 무너뜨려서 물과 부하마귀들을 흘러보내게 만든다. 진공마왕은 입을 크게 벌려 물과 부하마귀들을 다 삼키는 바람에 과식으로 빵빵해져서 움직이지 못하는 신세가 되고 보카치오의 꼬리 지느러미를 입에 물고 있어서 항문으로만 몸 속에 물이 빠지기를 기다리다가 결국 기름통에서 다시 찾은 부적에 의해 봉인당한다.(소매치기 소녀를 이용하여 부적을 훔치고 총반격을 주장하여 혼자서도 충분히 손오공 일행을 해치울 수 있었던 그였지만 어리석게도 계략에 빠져서 자기 부하들도 다 잡아먹어 버릴 만큼 무식하고 더러운 식탐을 선보이며 최후를 맞는다. 위에서 물을 배수하는 것처럼 항문을 많이 보여주는데, 자신의 똥구멍에 들어갔던 삼장법사 일행의 차를 잡아먹으려 한다. 마귀들의 총반격에서 항문을 제일 많이 보여주는 마귀. 마지막 부적에 봉인당할 때는 보카치오의 꼬리를 다 삼키고 입으로 조금씩 물이 배수되기도 했었다.) 페탈드라몬

## 부하들
그리노치아
보카치오
부하마귀들
진공마왕이 부적을 훔쳤다는 집결으로 모였으며, 생김새는 곤충, 개구리, 뱀, 도마뱀, 공룡 등 다양하게 생겼다. 위에서 말했듯이 거의 대형 마귀들이다. 그렇게 두려울 것 없어진 마귀들은 진공마왕의 그늘 아래 무리지어 인간들을 닥치는대로 짓밟고 먹어치웠고, 인간들은 그저 무력하게 쫓기기만 하는 신세가 되었다. 삼장법사 일행의 계략으로 육지에 있는 녀석들은 사오정이 뿌린 녹조류에 의해 그리노치아에게 잡아먹히고, 물속에 있는 녀석들은 저팔계가 댐을 부수자 모두 급류에 휩쓸려 진공마왕에게 잡아먹히는 신세가 된다.
소매치기 소녀
성우는 강미형. 마귀들의 총반격에서 나오는 마을에서도 사람들의 물건을 많이 훔치고 그야말로 소매치기. 민소매 치마 원피스를 입고 있다. 진공마왕의 부하들 중에서 유일한 인간 소녀이자 이번 에피소드에서 부적의 행방을 찾을 수 있는 유일한 중요인물. 진공마왕이 부적을 훔쳐오면 행복한 세상을 만들겠다고 명령을 받아서 삼장법사의 부적을 훔쳐내는 바람에 두려워질 게 없어진 마귀들에 의해 인류를 최대 위기로 만든 장본인. 처음에는 미스터 손의 쌍절곤을 훔치려다 너무 무거워서 실패, 삼장법사에게 다가가 부적을 훔쳐오자 진공마왕에게 자신을 등에 태워달라고 하지만 이제 쓸모가 없어졌다고 배신을 하고 그에게 잡아먹히는 순간 미스터 손이 구해줘서 눈물을 흘리며 자신이 속은 것과 자신의 잘못을 깨닫고 미스터 손에게 숨긴 부적의 위치를 알려준다. 부적을 찾은 뒤 화가나서 자신을 속인 움직이지 못하는 진공마왕을 부적에 봉인시킨다. 진공마왕이 부적에 봉인되자 삼장법사에게 다시는 남의 물건을 훔치지 않고 살겠다고 다짐을 하고 일행에게서 훔쳤던 사오정의 뿅망치, 저팔계의 벨트, 삼장법사의 염주, 미스터 손의 머리긁는 막대기를 돌려주고 이별을 한다.(진공마왕의 뱃속에서 살아남은 미스터 손을 보고 어떻게 살아남았는지 걱정하는 등. 일행을 속이고 물건을 훔친 자기인데도 미스터 손에게 도움을 많이 받았다.)